# Trogglodynamite
Albums de The Troggs
From Nowhere
(1966) Cellophane
(1967)
Trogglodynamite est le deuxième album du groupe de rock britannique The Troggs, sorti début 1967.

## Titres

### Face 1
1. I Can Only Give You Everything (Tommy Scott, Phil Coulter) — 3:24
2. Last Summer (Reg Presley) — 2:55
3. Meet Jacqueline (Albert Hammond) — 2:14
4. Oh No (Pete Staples) — 2:05
5. It's Too Late (Ronnie Bond) — 2:08
6. No. 10 Downing Street (Larry Page, David Matthews) — 2:15
7. Mona (Bo Diddley) — 5:09

### Face 2
1. I Want You to Come into My Life (Reg Presley) — 2:25
2. Let Me Tell You Babe (Joe Sherman, George David Weiss) — 2:49
3. Little Queenie (Chuck Berry) — 2:51
4. Cousin Jane (Larry Page, David Matthews) — 2:25
5. You Can't Beat It (Reg Presley) — 2:21
6. Baby Come Closer (Terry Dwyer, Jack Price) — 2:33
7. It's Over (Reg Presley) — 2:11

### Titres bonus
La réédition CD parue en 2003 chez Repertoire Records comprend huit titres supplémentaires :
1. Any Way That You Want Me (Chip Taylor) — 2:54
2. 6-5-4-3-2-1 (I Know What You Want) (Reg Presley) — 2:33
3. Give It to Me (Reg Presley) — 2:13
4. You're Lying (Larry Page, Colin Frechter) — 2:21
5. Night of the Long Grass (Reg Presley) — 3:04
6. Girl in Black (Colin Frechter) — 2:01
7. Evil Woman (George David Weiss) — 2:53
8. Sweet Madelaine (Reg Presley) — 2:50